# 최귀동
최귀동(1984년 8월 23일 ~ )은 대한민국의 전 남자 배구 선수이다. 그의 동생으로 삼성화재 블루팡스의 최귀엽이 있다. 미들 블로커로서 활동하였으나, 2012년 소속 팀의 승부조작 사건과 연루되어 KOVO로부터 영구 제명되었고, 그 자신은 당시 국군체육부대에서 군복무 중인 관계로 군 검찰에 의하여 구속되었다.